# Abellerol maragda d'Aràbia
L'abellerol maragda d’Aràbia (Merops cyanophrys) és una espècie d'ocell de la família dels meròpids (Meropidae) que habita la Península Aràbiga.

## Morfologia
- Fa 14–16 cm de llargària, amb unes plomes centrals de la cua més curtes que orientalis i cyanophrys. Semblant a altres abellerols, és un ocell esvelt amb colors vistosos.
- Sense dimorfisme sexual, el plomatge és verd brillant amb la gola, front i línia superciliar de color blau.
- A les ales, les plomes de vol són vermelloses girant progressivament a verd i les puntes negroses. Una fina línia ocular negra travessa l'ull.
- Iris vermell, bec negre i potes de color gris fosc.
- Els peus són febles, amb els tres dits units a la base.
- Els joves no presenten les llargues plomes centrals a la cua.

## Hàbitat i distribució
Cria en camp obert en arbustos en zones àrides des de la Península Aràbiga fins Palestina.

## Llista de subespècies
Se n'han descrit dues de subespècies:
- Merops cyanophrys cyanophrys, (Cabanis i Heine), 1860. Península Aràbiga, Israel-Palestina.
- Merops cyanophrys najdanus, Bates, 1935. Planura central de la península Aràbiga.

## Taxonomia
Antany considerada part de Merops orientalis. Actualment és considerada una espècie de ple dret.